# القطراني (مصر)
قرية القطراني هي إحدى القرى التابعة لمركز سيدي براني في محافظة مطروح في جمهورية مصر العربية. حسب إحصاءات سنة 2018، بلغ إجمالي السكان في القطراني 327 نسمة، منهم 178 رجل و 149 امرأة.